# Краснозілімська сільська рада
Краснозілі́мська сільська рада (рос. Краснозилимский сельский совет) — муніципальне утворення у складі Архангельського району Башкортостану, Росія. Адміністративний центр — село Красний Зілім.

## Населення
Населення — 1175 осіб (2019, 1285 в 2010, 1495 в 2002).

## Склад
До складу поселення входять такі населені пункти:
| Населений пункт        | Населення, осіб (2002) | Населення, осіб (2010) |
| ---------------------- | ---------------------- | ---------------------- |
| Васильєвка, присілок   | 28                     | 18                     |
| Заїтово, присілок      | 289                    | 238                    |
| Кисинди, присілок      | 365                    | 304                    |
| Красна Горка, присілок | 0                      | 2                      |
| Красний Зілім, село    | 556                    | 534                    |
| Кузнецовка, присілок   | 28                     | 13                     |
| Лукинський, присілок   | 24                     | 14                     |
| Магаш, присілок        | 203                    | 162                    |